# Bönen
Bönen is een gemeente in de Duitse deelstaat Noordrijn-Westfalen, gelegen in de Kreis Unna. De gemeente Bönen telt 18.126 inwoners (31 december 2020) op een oppervlakte van 38,02 km².

## Foto's

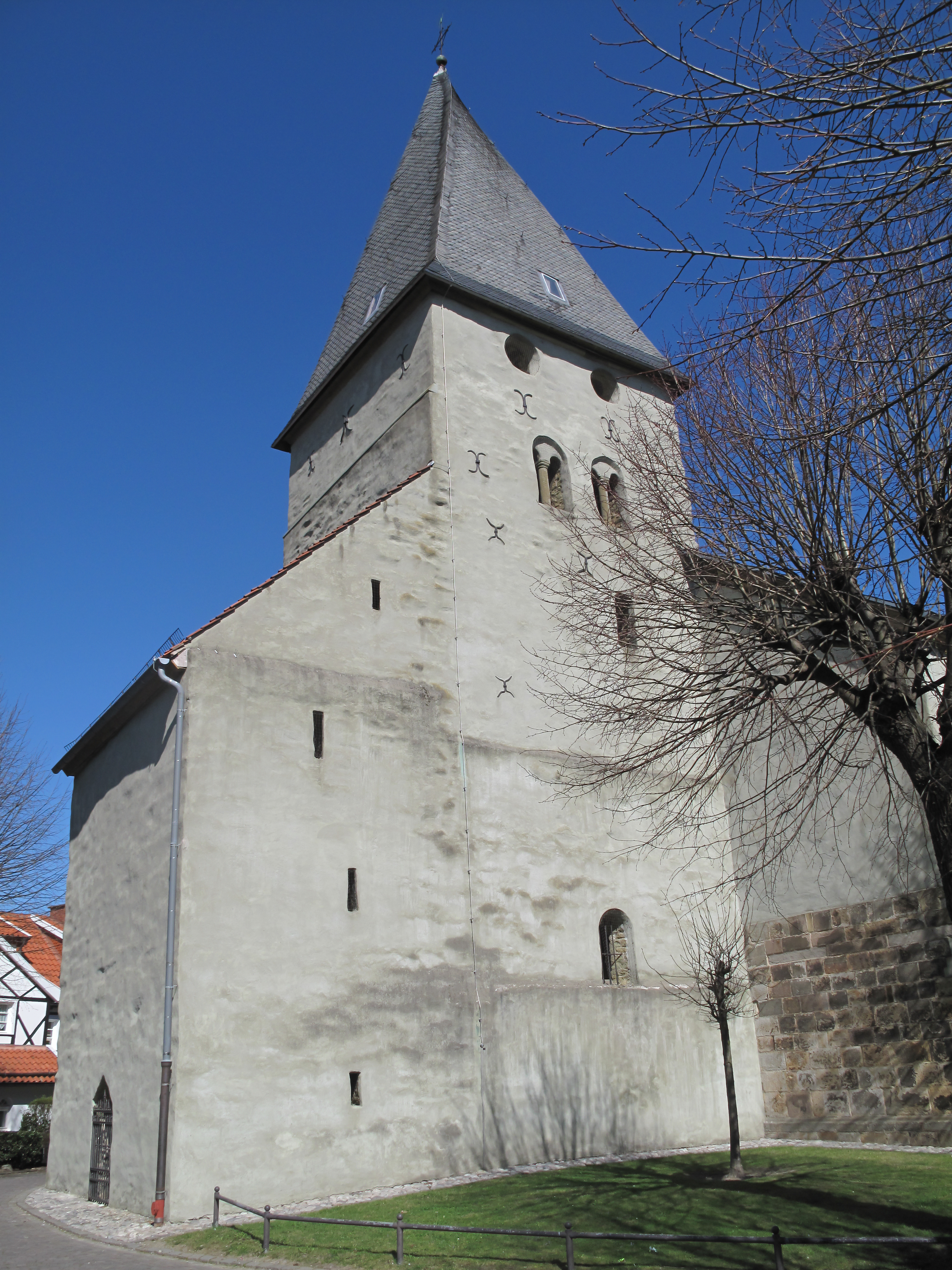
Bönen, kerk: die Alte Kirche
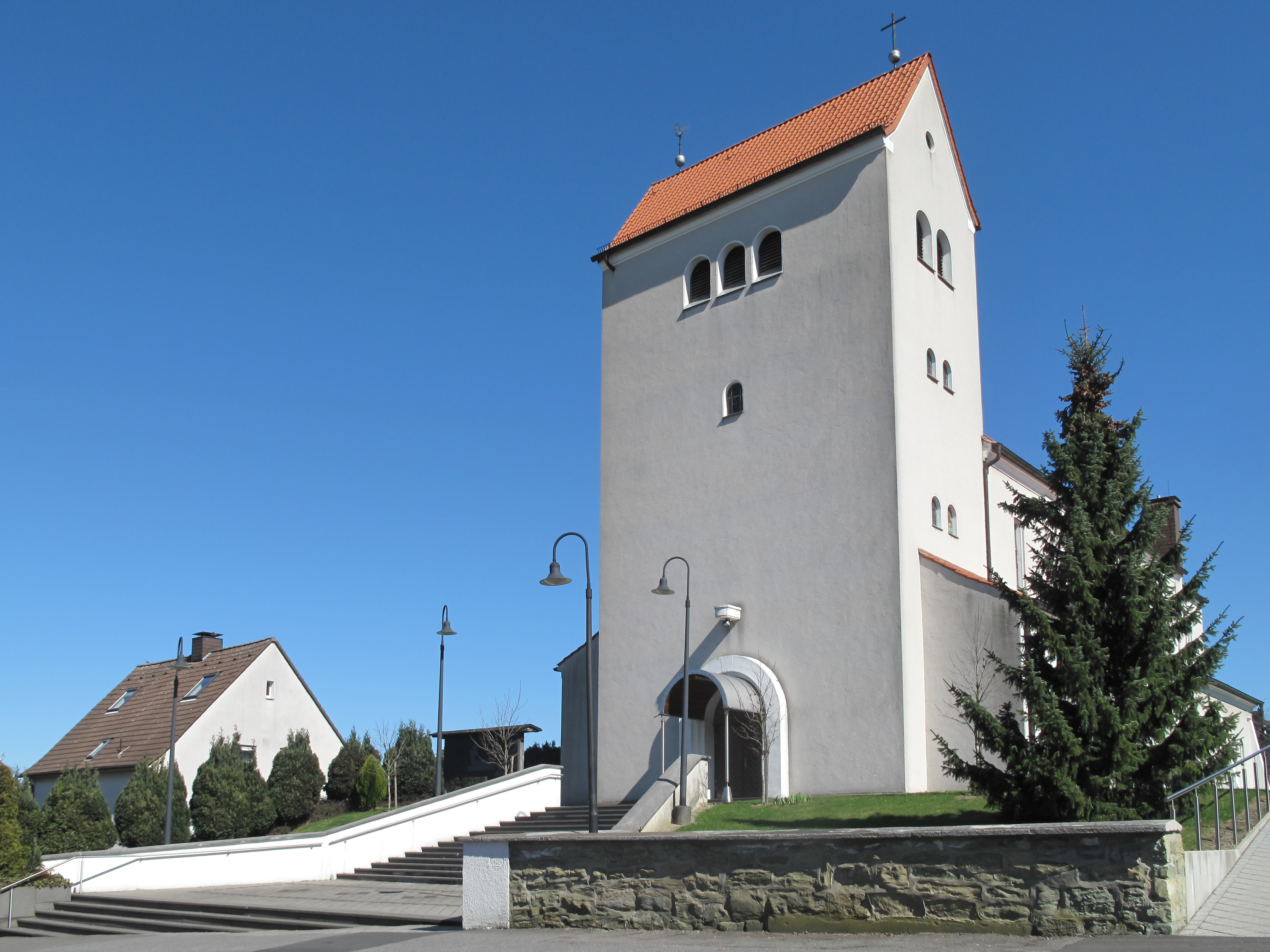
Bönen, kerk: die Christ König Kirche
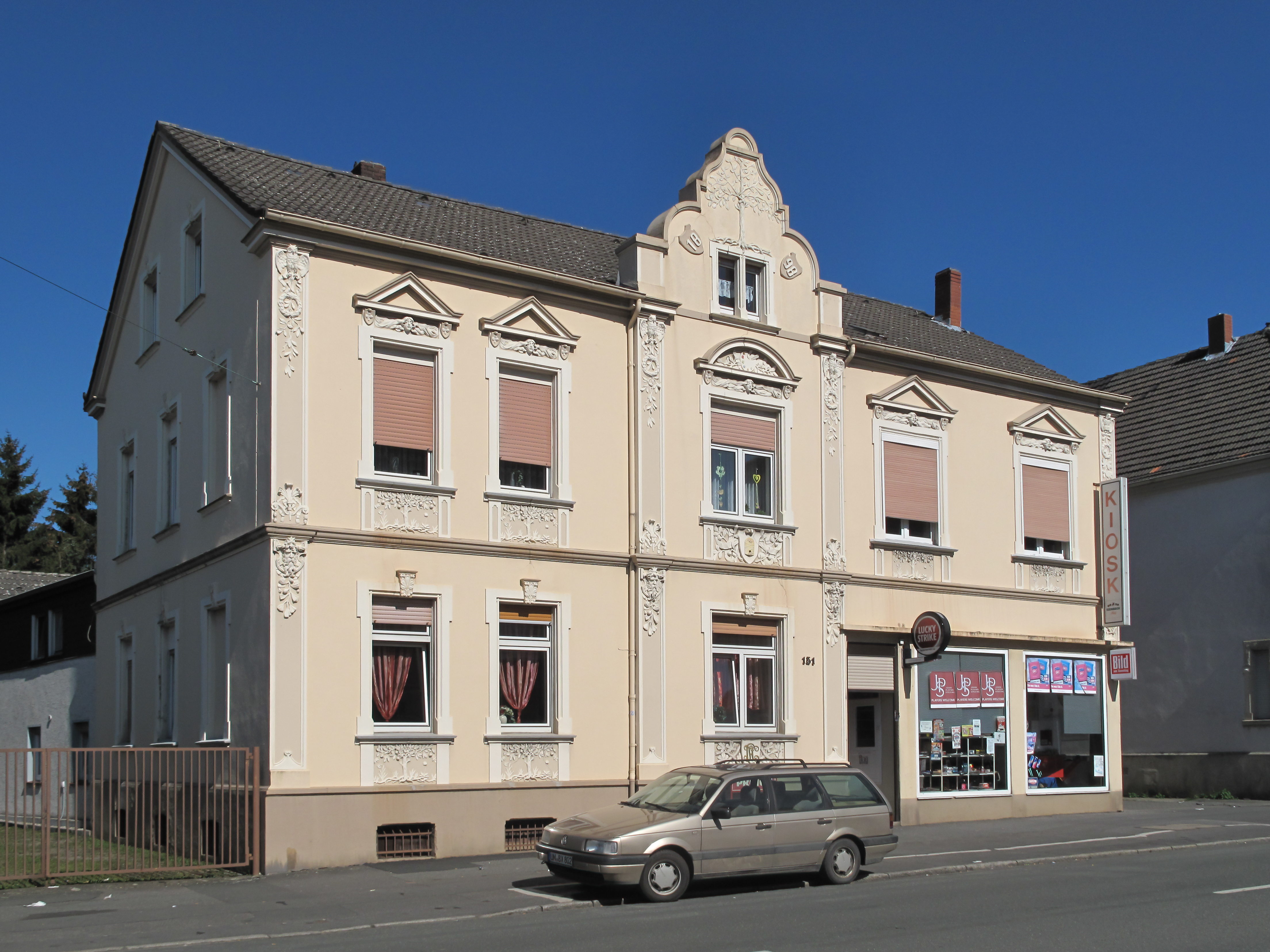
Bönen, monumentaal pand: Bahnhofstrasse 151
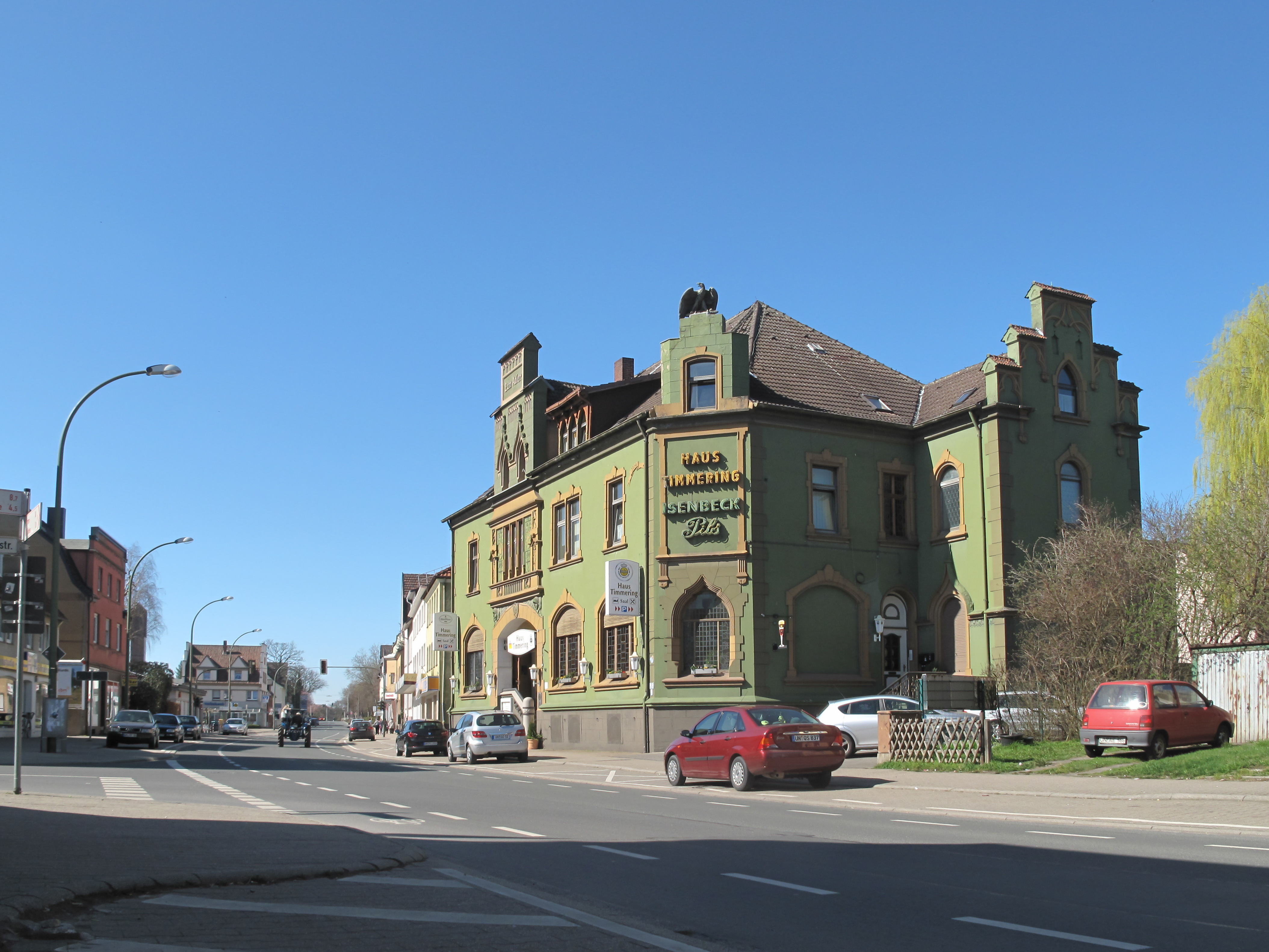
Bönen, Gasthof aan de Bahnhofstrasse 45

Bergkamen · Bönen · Fröndenberg · Holzwickede · Kamen · Lünen · Schwerte · Selm · Unna · Werne